# 김재룡 (관료)
김재룡(金在龍, 생몰년 미상)은 대한제국의 관료이다. 대한제국 말기에는 한일 병합 조약 체결 청원을 적극 주도했다.

## 생애
충청남도 서천 출신의 유생으로서 1903년에는 통신사 전화과 주사, 대한제국 중추원 의관(議官)을 역임했다. 1910년 한일 병합 조약 체결 직전에는 병합 성사를 위해 여러 가지 활동을 했다. 내각총리대신인 이완용과 일진회 회장 이용구, 국민동지찬성회 회장 이범찬 등 친일 인물들과 일본 총리, 통감부에 병합을 재촉하는 편지를 보냈다.
국민의무찬성회를 조직하여 조직적인 "합방 청원 운동"에 들어가기도 했다. 일진회가 제출한 〈일한합방상주문〉에 동조하는 유생건의소를 같은해 5월 발기하고 7월에는 시국연구소를 조직하여 병합 여론을 일으켰다.
2006년 친일반민족행위진상규명위원회가 발표한 친일반민족행위 106인 명단에 들어 있다. 2008년 발표된 민족문제연구소의 친일인명사전 수록예정자 명단에도 선정되었다.

## 같이 보기
- 국민의무찬성회
- 유생건의소
- 시국연구소

## 참고자료
- 친일반민족행위진상규명위원회 (2006년 12월). 〈김재룡〉 (PDF). 《2006년도 조사보고서 II - 친일반민족행위결정이유서》. 서울. 634~640쪽쪽. 발간등록번호 11-1560010-0000002-10. 2007년 10월 8일에 원본 문서 (PDF)에서 보존된 문서. 2007년 8월 16일에 확인함.